# Aero A-32

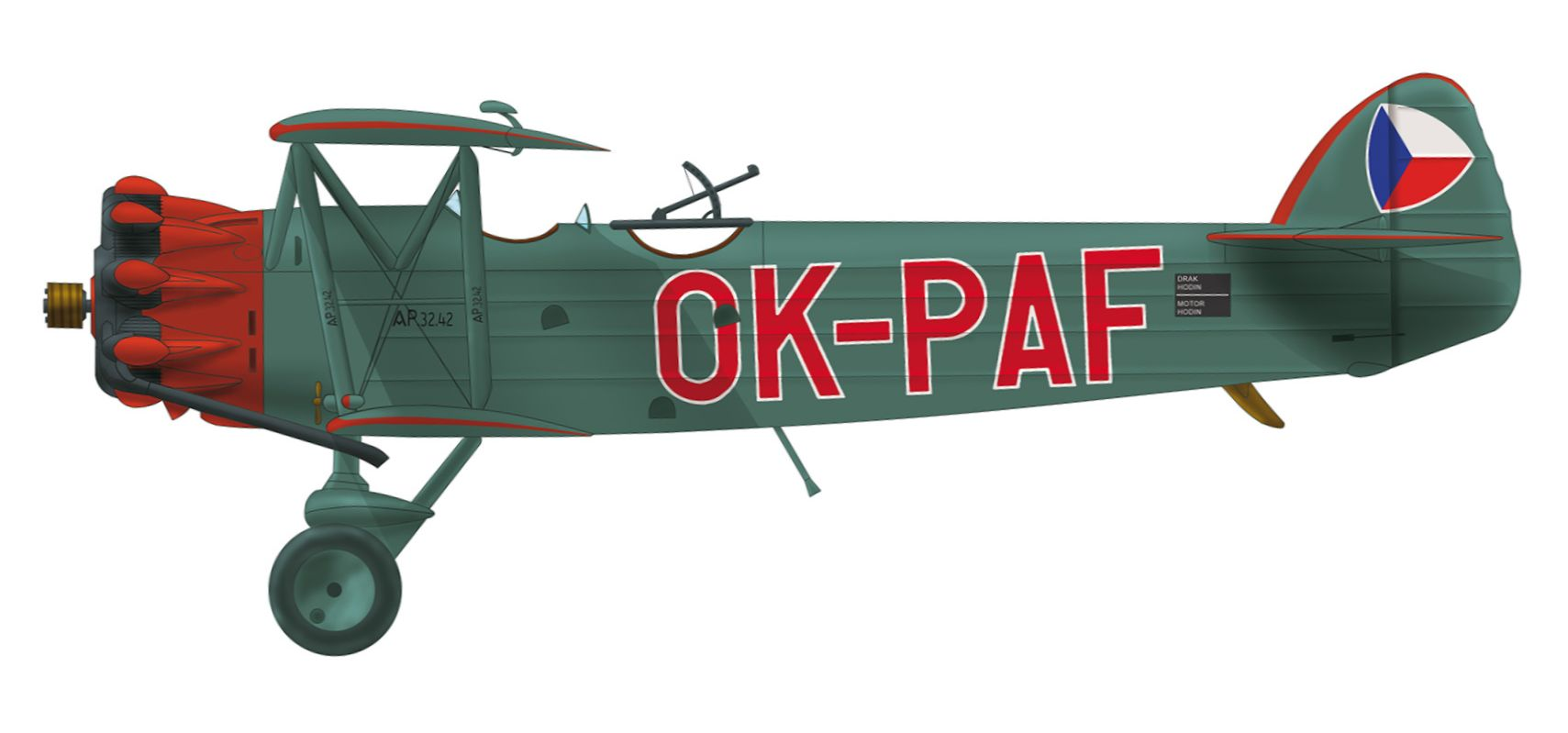
Aero AP-32.42 imatrikulace OK-PAF) létalo u ČLH Dolní Benešov a následně u ČLH Moravská Ostrava v roce 1938

Aero A-32 byl československý jednomotorový vojenský dvouplošník, který byl stavěn v modifikaci buď jako doprovodný stíhací nebo jako bitevní letoun. Stroj vychází z typu Aero A-11. První prototyp A-32 vzlétl roku 1927, celkem bylo vyrobeno 130 kusů, z toho 16 kusů bylo dodáno do Finska.

## Vznik a vývoj

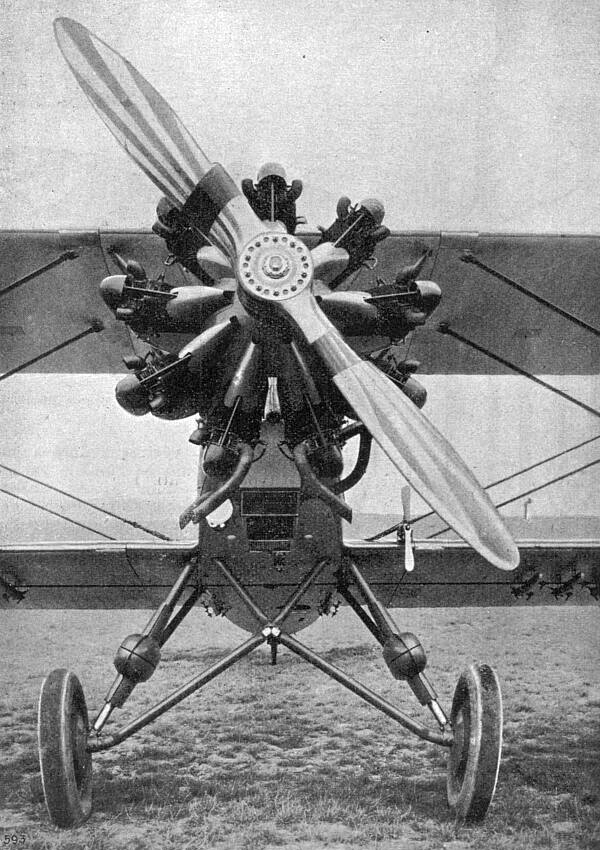
Aero AP.32 s motorem Jupiter VI (Letectví, září 1930)

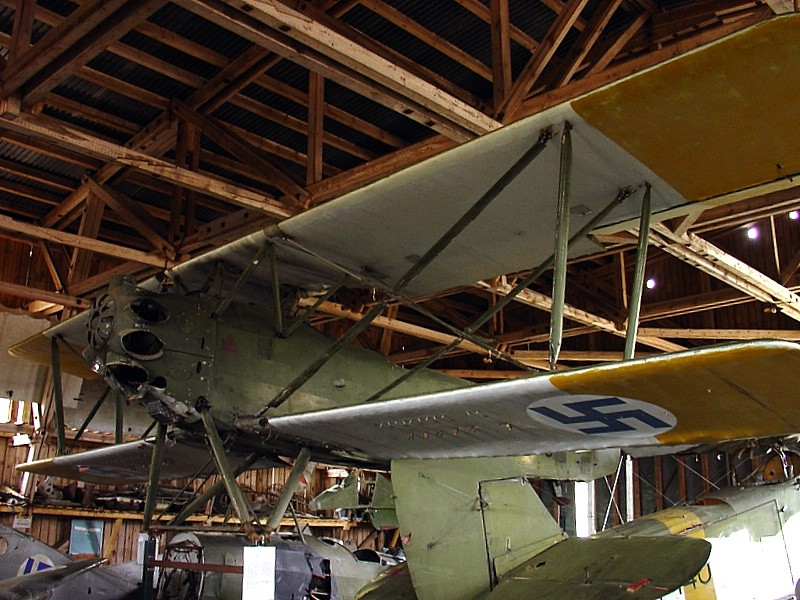
Nekompletní Aero A-32GR číslo AEj-59 v Muzeu finského letectva

První prototyp ještě s označením „A.11J“ byl zalétán v létě 1927. Jak z názvu vyplývá, jednalo se o pokračovatele úspěšné řady letounů A.11. Do sériového stroje Ab.11.17 byl zamontován licenční hvězdicový devítiválec Walter Jupiter IV o výkonu 309 kW (420 k). Továrna jej v dubnu 1928 nabídla MNO pod označením „A.32“ jako doprovodný stíhací letoun. Prototyp A.32.1 byl zalétán v říjnu 1928 a vojenské letectvo jej převzalo v prosinci. Mezitím se účastnil předvádění v Bulharsku a následně byl také nabízen tureckému letectvu. Na druhém prototypu (A.32.2) se zkoušel motor s válci do W Škoda L o výkonu 330 kW (450 k). Třetí prototyp (A.32.3) měl opět hvězdicový motor Walter Jupiter.
Začátkem roku 1929 firma Aero nabídla tento typ Finsku. Po úspěšném předvedení zástupci finského letectva uzavřeli s továrnou Aero smlouvu na dodání 16 letadel: jednoho A.32IF s řadovým motorem Isotta Fraschini Asso Caccia o výkonu 330 kW (450 k) a 15 A.32GR s hvězdicovým motorem Gnome-Rhône Jupiter. Objednávka byla splněna v červnu (8 strojů) a druhá část v druhé polovině roku 1929. Mezi srpnem a říjnem 1929 bylo dodáno 15 letadel (označení AEj-49 až AEj-64) a jedno v roce 1930. Poslední z nich dosloužil 30. června 1944.
MNO 11. července 1929 objednalo u továrny Aero výrobu šesti AP-32 s motorem Walter Jupiter IV (AP.32.4–AP.32.9) a 19. prosince 1929 následovala zakázka na dalších 25 kusů (AP.32.10–AP.32.34). V návaznosti na zkoušky prototypů a ve spolupráci s VLÚS firma Aero nabídla vylepšenou verzi, jíž v letech 1930–1931 na základě objednávek ze srpna 1930 a ledna 1931 vzniklo 45 kusů (AP.32.35–AP.32.79). Také všechny původní stroje byly na žádost letectva upraveny na vylepšenou verzi (došlo k zesílení trupu, rekonstrukci podvozku, instalaci brzd a nových pumových závěsníků). Formace těchto bitevních a průzkumných letounů se s úspěchem v roce 1930 účastnila vedená velitelem československého letectva, generálem ing. Jaroslavem Fajfrem, národního leteckého mítinku v Bukurešti.
Montáží výkonnějšího motoru Walter Jupiter VI vznikla verze APb.32, které bylo do roku 1932 ve dvou sériích vyrobeno 35 kusů (APb.32.80–APb.32.99 a APb.32.100–APb.32.114). 

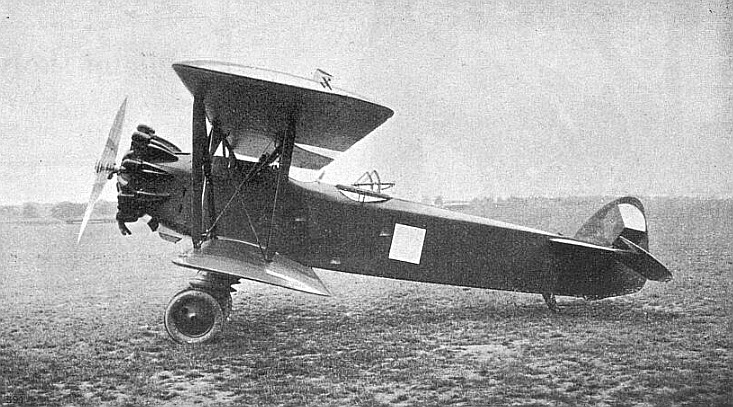
Aero AP.32 (Letectví, září 1930)

Jako bitevní sloužily AP.32/APb.32 do poloviny 30. let, kdy je nahradily Letovy Š.328. V roce 1938 byly používány pouze jako cvičné a jako stroje druhé linie. Čtyři armádou zapůjčené AP.32 (výrobních čísel 7, 19, 20 a 42) vytvořily společně se stíhačkami Škoda D.1 v červenci 1935 základ výzbroje Četnických leteckých hlídek.
Během služby u československého letectva bylo ze 114 vyrobených při haváriích zrušeno 43 AP.32/APb.32. Zahynulo v nich 11 pilotů a devět pozorovatelů. Po zániku ČSR se pět AP.32 a jeden APb.32 dostaly jako dědictví po Leteckém pluku 3 do výzbroje Slovenských vzdušných zbraní (náhradní a 12. letka). Ostatní padly do rukou Luftwaffe, která je ještě rok používala u svých cvičných jednotek.

## Technický popis

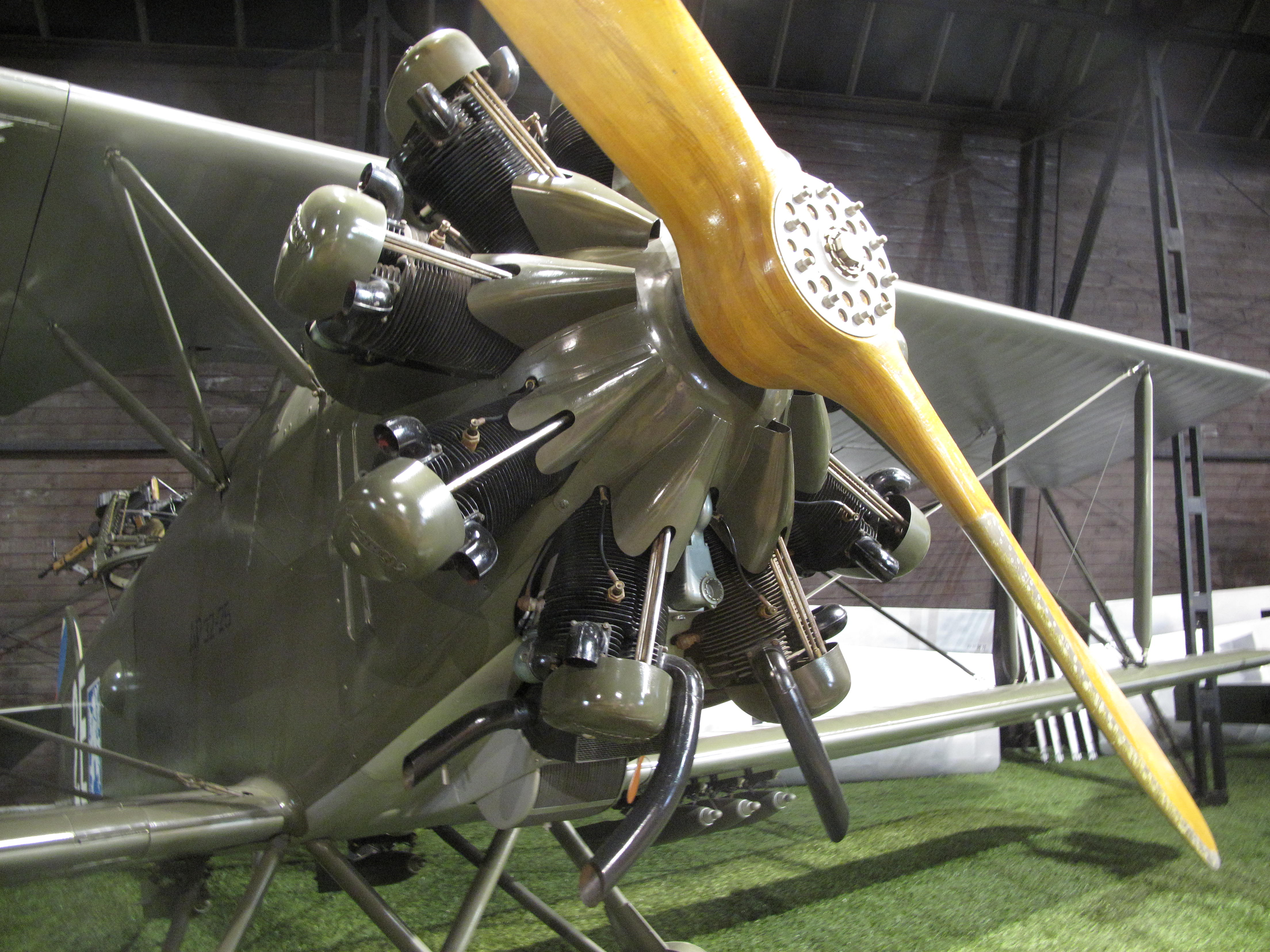
Aero AP-32, Letecké muzeum Kbely

AP.32 a APb.32 byly dvoumístné jednomotorové vzpěrové dvouplošníky s pevným záďovým podvozkem a otevřenými prostory osádky. Kovová kostra trupu byla v přední části kryta hliníkovými plechy, zbytek trupu a dřevěná kostra křídel byly potaženy plátnem. Výztužné sloupky mezi křídly byly z ocelových trubek a opláštěny aerodynamickým obložením ze dřeva. V baldachýnu byla umístěna spádová benzínová nádrž.
AP.32 poháněl vzduchem chlazený hvězdicový devítiválec Walter Jupiter IV o výkonu 309 kW (420 k), APb.32 Walter Jupiter VI o výkonu 330 kW (450 k), s dvoulistou nestavitelnou dřevěnou vrtulí. Výzbroj tvořily dva synchronizované kulomety vz. 28 ráže 7,92 mm v trupu. Pozorovatel ovládal kulometné dvojče vz. 28. Celková zásoba munice činila 1100 nábojů. Pumy do celkové hmotnosti 120 kg u AP.32 a 250 kg u APb.32 mohly být zavěšeny pod spodním křídlem.

## Dochované exempláře
V leteckém muzeu Kbely je vystaven letoun Aero AP-32. Tento letoun je částečnou replikou. Byl vyroben v Leteckých opravnách Trenčín v roce 1990 na základě původní technické a výrobní dokumentace. Je opatřen kamufláži Leteckého pluku č. 1 československého letectva, který sídlil na letišti Praha-Kbely. 
Ve finském leteckém muzeu v Päijät-Häme je vystaven nekompletní letoun Aero A-32GR (bez motoru).

## Varianty
Aero A-11J
První prototyp vzniklý přestavbou z Aera A-11 s motorem Walter Jupiter IV.
Aero A-32
Tři prototypy a 31 sériových strojů, užívaných jako dvoumístné stíhací letouny.
Aero AP-32
Bitevní letoun s modifikovaným podvozkem vyrobený v počtu 45 kusů. Na stejný standard byly později modifikovány i původní A-32.
Aero APb-32
35 bitevních strojů s motorem Walter Jupiter VI a nosností pum zvýšenou na 250 kg.
Aero A-32IF
Prototyp stroje pro Finsko s motorem Isotta Fraschini Asso Caccia V-12 (1930)
Aero A-32GR
Patnáct sériových strojů pro Finsko s motory Gnome-Rhône Jupiter (Modelové označení „GR“ označovalo společnost Gnome & Rhone, protože Finsko muselo od této francouzské továrny koupit motory Jupiter IV.)

## Uživatelé
- Československo
  - Československé letectvo
  - Četnické letecké hlídky
- Finsko
  - Finské letectvo
- Německá říše
  - Luftwaffe
- Slovensko
  - Slovenské vzdušné zbraně

## Specifikace

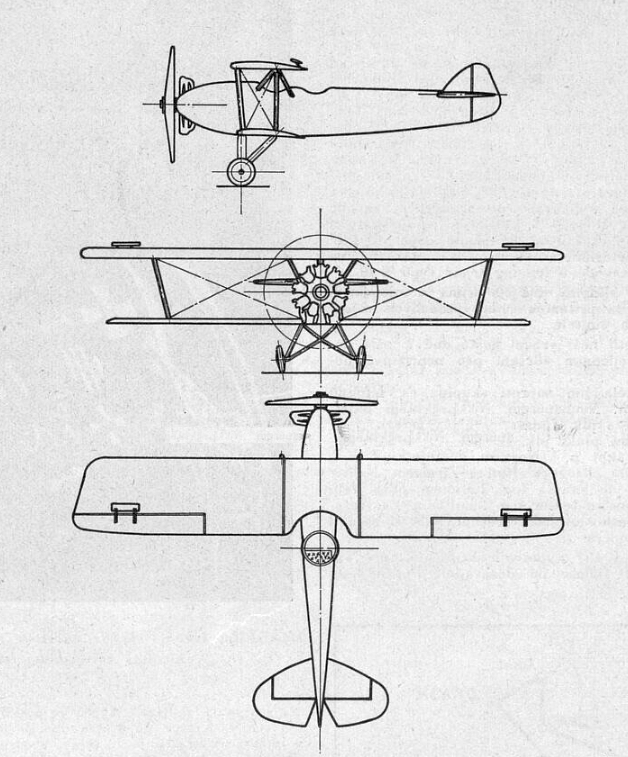
Aero AP.32, skica (Letectví, září 1930)

Údaje podle

### Technické parametry
- Osádka: 2 (pilot a pozorovatel/střelec)
- Rozpětí: 12,4 m (A-32), 12,8 m (AP-32)
- Délka: 8,2 m (A-32), 8,14 m (AP-32)
- Výška: 3,10 m (A-32), 3,45 m (AP-32)
- Nosná plocha: 36,50 m2 (A-32), 36,45 m2 (AP-32)
- Prázdná hmotnost: 1 046 kg (AP-32), 1 072 kg (AP-32)
- Vzletová hmotnost: 1 917 kg (AP-32), 1 927 kg (AP-32)
- Pohonná jednotka: 1 × devítiválcový, vzduchem chlazený hvězdicový motor Walter Jupiter IV nebo VI
  - nominální, jmenovitý výkon: 308 kW / 420 k při 1750 ot/min (Jupiter IV), 330 kW / 450 k při 1750 ot/min (Jupiter VI)
  - maximální, vzletový výkon: 330 kW / 450 k při 1850 ot/min (Jupiter IV), 399 kW / 543 k při 1850 ot/min (Jupiter VI)
- Vrtule: dvoulistá, dřevěná s pevným nastavením

### Výkony
- Maximální rychlost: 226 km/h (A-32), 235 km/h (AP-32)
- Cestovní rychlost: 192 km/h (A-32), 200 km/h (AP-32)
- Dostup: 5 500 m (A-32), 6 700 m (AP-32)
- Stoupavost: 171 m/min
- Výstup do výše 5 000 m: 29,2 minuty (A-32), 27 min. (AP-32)
- Dolet: 796 km (A-32), 950 km (AP-32)
- Vytrvalost: 4 hodiny letu

### Výzbroj
- 2 × synchronizovaný kulomet Vickers ráže 7,7 mm[9][p 1]
- 2 × pohyblivý kulomet Lewis ráže 7,7 mm na kulometném kruhu Škoda[9][p 1]
- 120 kg pum na šesti závěsnících Pantof pod křídly a 2 světelné rakety Michelin pod trupem [9]

## Havárie, 7. 6. 1935, Radějov
Při nočním leteckém cvičení 7. června 1935 došlo nedaleko Radějova (okr. Hodonín) k havárii Aero APb-32. Letoun patřící do stavu 13. letky Leteckého pluku 3 tehdy dislokovaného na košickém letišti se po přeletu slovanské vesnice Sobotište dostal do nekontrolované vývrtky a havaroval v katastru obce Radějov. Jeden ze dvou letců na palubě, pozorovatel nadporučík Antonín Šárovec (1904–1980) z letounu vyskočil a s drobnými zraněními se zachránil na padáku. Pilot četař Václav Kopta (nar. 1908) zahynul v hořících troskách letounu po jeho dopadu na zem. Byl pohřben v rodné vesnici, Klecanech za účasti oficiální delegace příslušníků Leteckého pluku 3, kteří u hrobu drželi čestnou stráž, když předtím byla rakev s ostatky pilota vezena na draku letadla.